# شهرستان اوست-کانسکی
شهرستان اوست-کانسکی (به لاتین: Ust-Kansky District) یک شهرستان در روسیه است که در جمهوری آلتای واقع شده‌است.